# Ophioicodes asymmetrica
Ophioicodes asymmetrica – gatunek widłonoga z rodziny Chordeumiidae; jedyny przedstawiciel rodzaju Ophioicodes. Nazwa naukowa tego gatunku skorupiaków została opublikowana w 1940 roku przez brytyjskiego zoologa Kennetha Arthura Pyefincha.